# Maison À l'Empereur
Ne doit pas être confondu avec Maison militaire de l'Empereur, Maison Empereur ou Maison de l'Empereur.
La maison À l'Empereur est un immeuble situé dans le centre historique de la commune d'Aubel, au nord de la province de Liège en Belgique. L'immeuble est classé depuis 1984 mais la façade arrière a été déclassée en 2008.

## Localisation
Cette maison d'habitation se trouve au centre d'Aubel, au no 29 de la place Antoine Ernst. Cette place compte deux autres immeubles classés aux nos 9 (maison Moreau) et 16 (ancien hôtel du Nord).

## Historique
La maison a été construite dans le style Louis XIV à la fin du XVIIIe siècle mais au plus tard en 1796 puisqu'elle est la maison natale du juriste et homme politique belge Antoine Ernst (1796-1841) qui a donné son nom à la place.
La partie gauche du rez-de-chaussée était percée d'une vitrine commerciale moderne qui a été supprimée pour que la façade reprenne son aspect initial suite une restauration complète de cette façade réalisée en 2013.

## Description

### Façade avant
La façade avant de cet immeuble symétrique à double corps est bâtie en brique enduite. Le soubassement est réalisé en grès. Les encadrements des baies sont en pierre calcaire. La façade compte cinq travées dont les trois centrales sont plus rapprochées et trois niveaux et demi (deux étages et demi). Les baies du rez-de-chaussée et des deux premiers étages sont similaires alors que celles du dernier étage sont moins hautes. Toutes les baies sont surmontées d'un linteau bombé à clé de voûte passante trapézoïdale .

### Enseigne sculptée
Au-dessus de la porte d'entrée, se trouve une enseigne en pierre calcaire avec un sommet cintré. Cette enseigne est sculptée en bas-relief du buste d'un souverain de profil avec sceptre, cheveux longs et portant un chapeau plat surmontant l'inscription gravée A L'EMPEREUR. Il s'agit probablement de l'empereur du Saint-Empire romain germanique Joseph II décédé en 1790 qui a donné son titre à la maison.